# Sleep Through the Static
Sleep Through the Static is het vierde reguliere album van Jack Johnson en zijn vijfde studioalbum in totaal. Het vorige studioalbum van Jack Johnson was de soundtrack van de Amerikaanse film Curious George. Het album verscheen in februari 2008.

## Tracklist
1. All at Once - 3:37
2. Sleep Through the Static - 3:43
3. Hope - 3:42
4. Angel - 2:03
5. Enemy - 3:48
6. If I Had Eyes - 3:39
7. Same Girl - 2:12
8. What You Thought You Need - 5:27
9. Adrift - 3:56
10. Go On - 4:34
11. They Do, They Don't - 4:11
12. While We Wait - 1:26
13. Monsoon - 4:16
14. Losing Keys - 4:28